# 괴기물

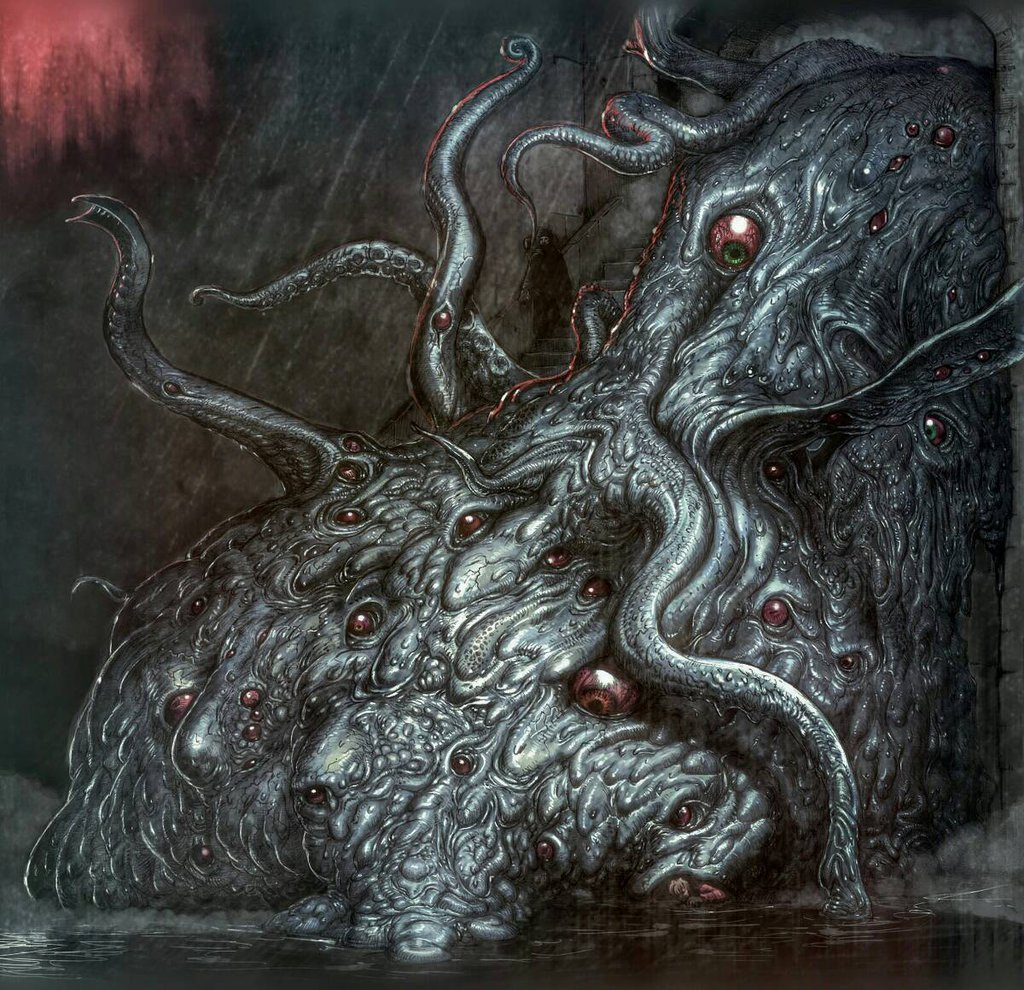
러브크래프트가 창조한 촉수괴물 쇼거스.

괴기물(怪奇物, 영어: weird fiction)은 19세기 말-20세기 초에 기원한 사변물의 일종이다.
존 클루트는 괴기물을 “초월적 요소가 포함된 환상물, 초현실물, 공포물 등을 느슨하게 가리키는 용어”라고 정의했다. 차이나 미에빌은 괴기물을 “대개 비전통적인 외계의 괴물들이 등장하는 어두운 판타스틱(즉 공포물+판타지)”으로 정의했다. 제프리 앤드루 와인스톡은 19세기 말 20세기 초의 "고전 괴기물"을 일컬어 “공포물, 과학물, 판타지의 요소들을 이용하여 인간이 거대한 우주 앞에 무력하고 무의미함을 드러내는” 장르라고 했다.
유령, 흡혈귀, 늑대인간 같은 전통 공포물의 괴물들이 등장하는 괴기물도 있지만, 촉수야말로 괴기물의 상징으로 대개 여겨진다. 촉수란 서양의 진짜 신화, 민속이나 고전 공포물인 고딕물에는 존재하지 않는 것이며, 윌리엄 호프 호지슨, 몬터규 로즈 제임스, 하워드 필립스 러브크래프트 같은 작가들의 작품에서 다루어진 것이다. 이 작가들이야말로 괴기물의 성립자들로 평가받는다.
괴기물이라는 말을 사용할 때는 주로 러브크래프트 시대인 1930년대까지의 장르 조류를 가리키는 것이지만, 1980년대 이후 공포물, 판타지, 과학물을 혼합한 슬립스트림 장르를 괴기물이라고 부르기도 한다.

## 저명한 저자

### 1940년 이전
- 아쿠타가와 류노스케[4]
- 앰브로즈 비어스[5]
- 존 버컨[6]
- 로드 던세이니
- 하기와라 사쿠타로
- 너새니얼 호손[7]
- E. T. A. 호프만[8]
- 로버트 E. 하워드[9]
- 헨리 제임스
- 프란츠 카프카[4]
- 프리츠 라이버
- H. P. 러브크래프트
- 아서 매컨
- 대프니 듀모리에
- 에드거 앨런 포[8]
- 에도가와 란포
- 월터 스콧
- 브램 스토커
- H. G. 웰스[2]

### 1940–1980년
- 로버트 에이크먼[4]
- J. G. 밸러드[4]
- 호르헤 루이스 보르헤스
- 레이 브래드버리[4]
- 윌리엄 S. 버로스[4]
- 옥타비아 버틀러[4]
- 램지 캠벨[4]
- 앤절라 카터[4]
- 훌리오 코르타사르[10]
- 필립 K. 딕[4]
- 할런 엘리슨[4]
- 스티븐 킹[4]
- 조지 R. R. 마틴[4]
- 마이클 무어콕[4]
- 무라카미 하루키
- 제임스 팁트리 주니어[4]

### 1980년–현재
- 이언 뱅크스
- 클라이브 바커[4][11]
- 마이클 셰이본
- 마크 Z. 대니얼레프스키
- 필립 K. 딕
- 캐런 조이 파울러[4]
- 닐 게이먼
- 이토 준지
- 시어도어 아이본 도널드 클라인[9]
- 토머스 리고티[2]
- 켈리 링크
- 차이나 미에빌
- 그랜트 모리슨[2]
- 오쓰이치
- 루시어스 셰퍼드
- R. L. 스타인
- 제프 밴더미어

## 같이 보기
- 우주적 공포
  - 크툴루 신화
- 다크 판타지
- 초현실주의
- 도시 판타지